# Wankendorfer Seengebiet
Das Wankendorfer Seengebiet ist eine Region in Schleswig-Holstein rund um die Gemeinde Wankendorf, umfasst auch die Bornhöveder Seenkette und ist selber Teil der Holsteinischen Schweiz. Zum Kerngebiet zählen die Gemeinden Bornhöved, Schmalensee, Belau, Ruhwinkel, Stolpe und Wankendorf. Das Umland bilden weitere Gemeinden der Ämter Großer Plöner See, Bornhöved und Bokhorst-Wankendorf. 
Durch die Aufsplitterung in verschiedene Kreise und Ämter ist eine koordinierte Außendarstellung der Region sehr schwierig. Die Öffentlichkeitsarbeit für die Region Wankendorfer Seengebiet erfolgt seit September 1998 durch Torsten Behrens, der für seine Geschäftsidee "Wankendorfer Seengebiet im Internet" einen Förderpreis des Landjugendverbandes Schleswig-Holstein e.V. eingeworben hat. 